# Alfonso Arnáez
Alfonso Arnáez, in einigen Quellen auch Arnáiz geschrieben und ebenfalls unter dem Spitznamen La Ardilla (dt. das Eichhörnchen) bekannt, ist ein ehemaliger costa-ricanischer Fußballspieler auf der Position des Stürmers. Mit mehr als fünfzig Toren, die Arnáez für seine Mannschaft in der Liga Mayor erzielte, ist er der erfolgreichste Torschütze in der Geschichte Moctezumas. Außerdem galt er als sicherster Elfmeterschütze seiner Mannschaft und daher waren die Strafstöße meistens ihm vorbehalten. 

## Leben
„Ardilla“ Arnáez bestritt am 29. Juli 1941 ein Spiel für den costa-ricanischen Erstligisten Gimnástica Española gegen die Nationalmannschaft von El Salvador, das 1:2 verloren wurde.
Vor der Saison 1941/42 wechselte er nach Mexiko, wo er während der gesamten 1940er Jahre für die in Orizaba ansässige UD Moctezuma, die Fußballmannschaft der gleichnamigen Brauerei, in der Liga Mayor spielte. Die Liga Mayor war bis zur Saison 1942/43 Amateurliga und wurde vor Beginn der Saison 1943/44 in eine Profiliga, die heutige Primera División, umgewandelt. 
Seinen ersten Treffer in der Liga Mayor erzielte er am 28. September 1941 beim 3:1 über Atlante. Seine ersten Tore in der neu kreierten Profiliga gelangen ihm am 12. Dezember 1943 im Stadtderby gegen A.D.O., in dem er zwei Treffer zum 3:1-Erfolg seiner Mannschaft beisteuerte. Sein einziger „Dreier“ in der Primera División gelang ihm beim 4:2-Erfolg über den Club América am 18. August 1946 zum Auftakt der Saison 1946/47.
Arnáez, der nachweislich von 1941/42 bis 1949/50 bei Moctezuma unter Vertrag stand, gewann mit den Cerveceros (den Bierbrauern) zweimal den mexikanischen Pokalwettbewerb (1943 und 1947) und einmal den Supercup (1947).